# Montoro (Narni)
Montoro è una frazione del comune di Narni (TR).
Il paese si trova sul crinale di un colle, a 194 m s.l.m., costituito di arena gialla e creta chiara, che ha dato origine al toponimo. Secondo i dati Istat del 2001, gli abitanti sono 79.
È uno dei principali castelli del territorio narnese.

## Storia
In zona sono stati rinvenuti numerosi reperti fossili, che lo fanno collocare, nei tempi antichissimi, al confine tra terra e mare. Inoltre, è stato ivi rinvenuto anche il fossile di un mastodonte.
Nella località Marinata è stata trovata una fossa dedicata all'incenerimento di resti umani, probabilmente utilizzata da una numerosa colonia di villanoviani, provenienti da settentrione.
In tempi storici, anche gli etruschi ed i romani lasciarono tracce del loro insediamento.
Il nome appare nell'anno 857 come possedimento dell'abbazia di Farfa. Dopo la costituzione dell'ordinamento feudale nell'secolo XI, il castello entra nell'orbita d'interesse pontificia.
I marchesi Montoro nell'XI secolo, acquisiscono l'amministrazione feudale del paese su concessione dello Stato Pontificio. A partire dalla concessione, la famiglia Montoro rimarrà poi sempre fedele al papato sino alla dissoluzione del potere temporale della Chiesa (dall'unità d'Italia comunque i marchesi rimarranno comunque di fatto e di diritto padroni di Montoro e delle terre circostanti).
Al XV secolo risalgono gli Statuti di Montoro, che sanciscono l'autogoverno e l'autonomia rispetto a Narni. La famiglia dei Montoro cercò sempre di difendere questa autonomia anche concedendo favori alla corte papale: spesso molti suoi uomini furono a capo delle truppe pontificie. 
Nel 1528, però, una bolla di Clemente VII segna la fine di questa autonomia, con la restituzione di molti beni alla Chiesa, tra cui gli Statuti stessi.
Nel 1816 il marchese Giovanni Patrizi-Montoro, discendente dei Montoro, deve rinunciare al castello (costretto da Napoleone in persona che lo farà rinchiudere nello Chateau d'If per essersi rifiutato di aderire alla leva dorata) per cederlo a Narni.
Successivamente la marchesa Porzia, tuttavia, riuscì a rientrare in possesso di quasi tutte le proprietà grazie ad un accordo, tenuto allora segreto, con il comune di Narni: buona parte del paese (tuttora residenza signorile), le terre ed i boschi circostanti.
Suo nipote Filippo riuscì a costruire una strada circolare intorno al paese, un acquedotto, una scuola e diverse altre opere pubbliche.

## Economia e manifestazioni
Vi si trova una produzione vitivinicola di buona qualità.
Nel mese di settembre si svolge la Festa di Sant'Egidio.

## Monumenti e luoghi d'interesse

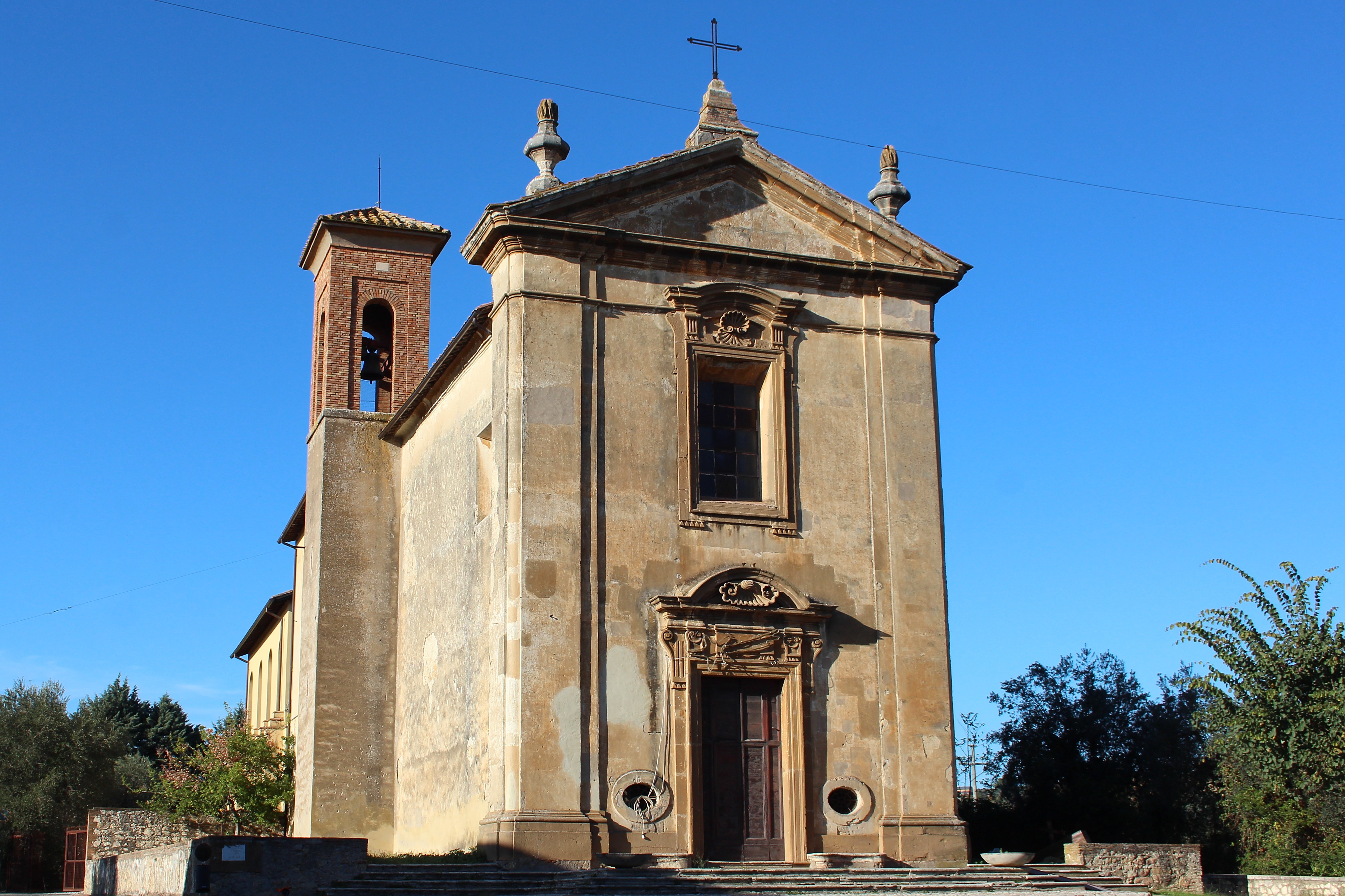
La chiesa baronale di Sant'Egidio abate

- La torre di avvistamento, quadrata, di notevoli dimensioni, collocata nel complesso residenziale nato sul preesistente castello. Sulla sua sommità fu costruita una torre campanaria, adornata da quattro orologi e da merli guelfi.
- Il castello (IX secolo) appare con una struttura piramidale: poggiata sul paese, si sviluppa la residenza e poi la torre. Nel XVI secolo furono costruiti parecchi tratti di pavimentazione in mattoncini a spina di pesce, di cui rimangono alcuni tratti.
- Il Palazzotto del Governatore.
- La Chiesa Baronale realizzata da Bartolomeo Bulla.
- La volta affrescata dell'arco di Santa Lucia.
- Fosso della Rocchetta.